# Zaglyptus arizonicus
Zaglyptus arizonicus är en stekelart som beskrevs av Henry Keith Townes, Jr. 1960. Zaglyptus arizonicus ingår i släktet Zaglyptus och familjen brokparasitsteklar. Inga underarter finns listade i Catalogue of Life.